# Бастер Браун
Бастер Браун (англ. Buster Brown) — вигаданий герой газетних коміксів, що випускався художником Річардом Фелтоном Аутколтом з 1902 року.
Комікси спочатку друкувалися в газеті New York Herald. Вважається, що ім'я «Бастером» його назвали на честь Бастера Кітона (в майбутньому знаменитого актора, у той час — актора-дитини, відомого за популярними водевілями). Комікси мали характер прихованої реклами: прізвище «Браун» була пов'язана із Brown Shoe Company — компанією, яка виготовляла взуття (однак, спочатку зв'язку не було). Можливо, прототипом Бастера по зовнішності і поведінці був хлопчик, який жив по сусідству з Аутколтом.

## Сюжет
Бастер Браун — молодший школяр, який живе в місті в досить заможній родині, одягнений по консервативній моді, але відрізняється досить жвавим і шкідливим характером. У нього є сестра, Мері Джейн, і собака породи американський пітбультер'єр Тайж, який вважається першою твариною, що розмовляє, в історії газетних коміксів (але його здатність до мови не помічається дорослими персонажами). Сюжет кожного коміксу побудований на якій-небудь шкідливій щодо оточення витівці Бастера, яка йому завжди вдається (наприклад, розбити вікно з рогатки, розплескати газовану воду на сукню жінки і так далі). У деяких історіях Бастер грає на скрипці, причому робить це досить невміло, через що Тайж завжди виє і затискає вуха в муках. В кінці кожного коміксу мати Бастера завжди карає його капцем або палицею, а він обіцяє їй поводитися в майбутньому краще, але ніколи не стримує обіцянки. Однак, іноді в кінці Бастер також намагається обґрунтувати свої «нехороші» дії тим, що насправді керувався благими намірами, — ці фрази є прихованою сатирою на життя суспільства початку XX століття.

## Історія
Перша історія про Бастера Брауна була опублікована 4 липня 1902 року в New York Herald. Ауткольт в 1906 році перейшов працювати до Вільяма Рендольфа Герста і після судової тяганини продовжив випуск історій про персонажа, тепер не маючи колишньої назви; в Herald же продовжували друкуватися пригоди Бастера Брауна за авторством інших людей. Вони продовжували друкуватися як мінімум до 1911 року і припинили друкуватися до 1921 року, але точну дату припинення випусків встановити складно.
Взуттєва компанія Brown Shoe Company придбала права на ім'я персонажа ще в 1904 році і використовує його логотип досі, а в 1900-ті-1930-ті роки наймала карликів, щоб грати роль Бастера Брауна в рекламних турах. Зазвичай роль персонажа в рекламній кампанії виконувала дитина Річард Баркер. Імена Бастера Брауна і його сестри Мері Джейн були ліцензовані у зв'язку з лінією дитячого взуття, згодом словосполученням «Мері Джейн» часто стали називатися будь-які моделі взуття для дівчат або жінок з низькою підошвою.
Комікси про Бастера Брауна були дуже популярними в Америці початку XX століття. Перша п'єса про персонажа була поставлена на Бродвеї в 1905 році, де його роль виконував 21-річний актор-карлик Габріель Вайгель, відомий під сценічним псевдонімом містер Гавриїл. З 1925 по 1929 роки про Бастера було знято два короткометражні фільми братами Стерн для Universal Pictures, де його роль грав Артур Трімбл, а роль Тайжа — знаменитий пес-актор Піт Пап. Радіопостановка про персонажа була поставлена NBC Radio Макконнелом в 1943 році, а в 1951 році він переніс постановку на телебачення, де вона йшла три роки.

## Галерея

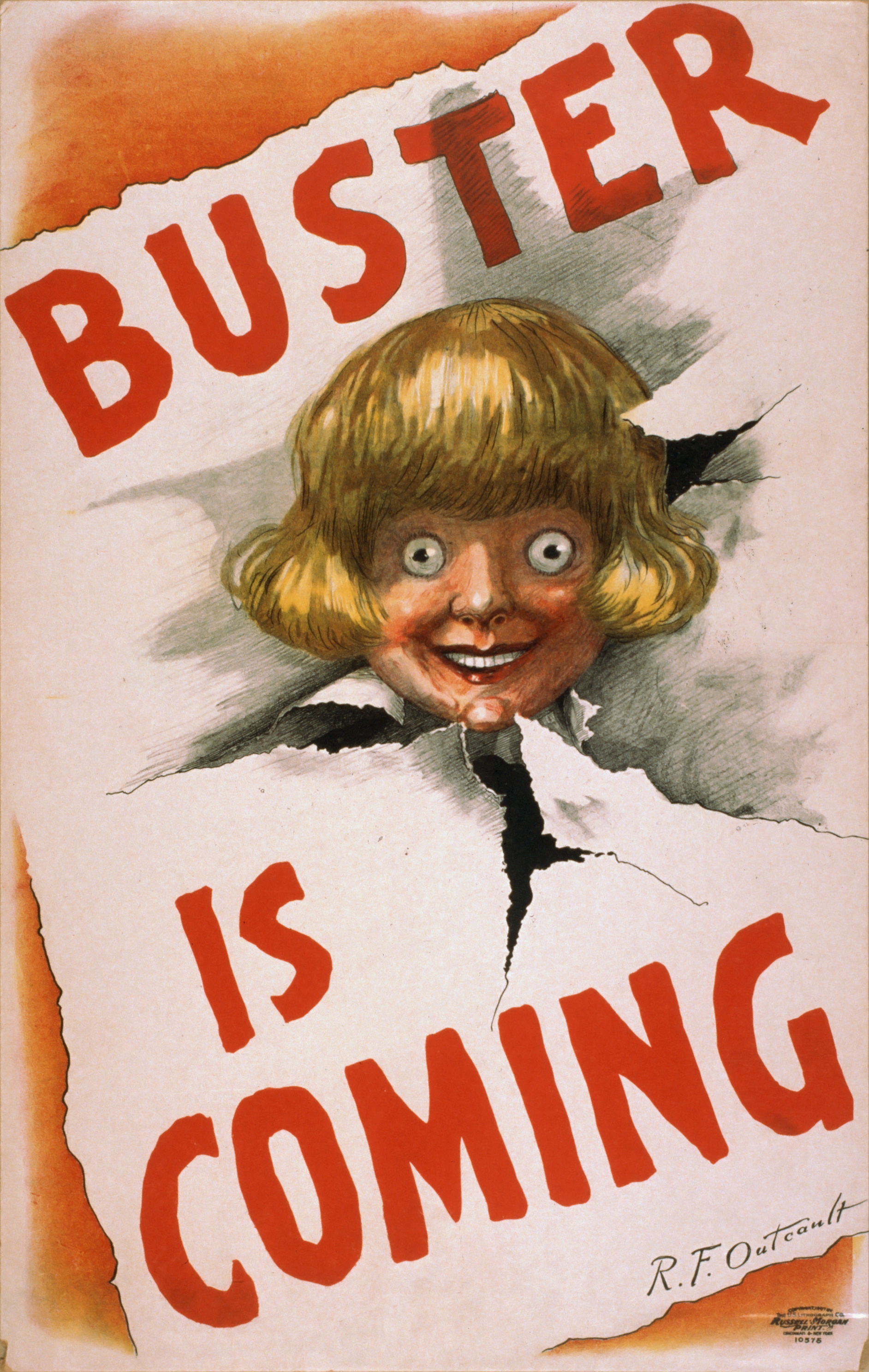
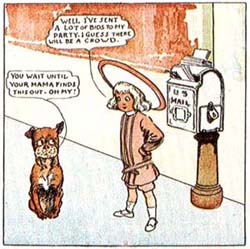
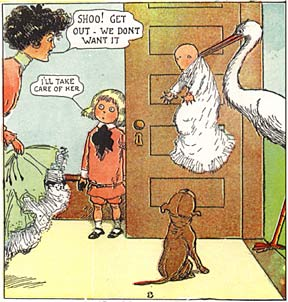
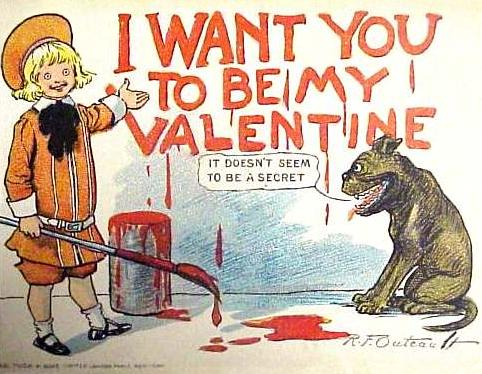
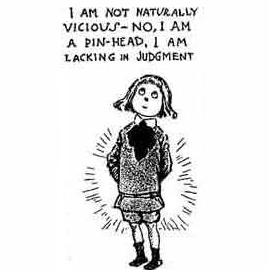